# Каврайский, Владимир Фёдорович
Владимир Фёдорович Каврайский (1807 — 5 (17) февраля 1858) — русский помещик, деятель винокуренной промышленности и народного образования. Смотритель Вятского Павловского казённого винокуренного завода и почётный смотритель Глазовского училища. По одной из версий, товарищ поэта Александра Полежаева.

## Биография
Владимир Каврайский родился в семье Фёдора Степановича Каврайского, который работал на руководящих должностях в различных винокуренных заводах Вятской губернии. Фёдор Степанович происходил из казацко-старшинского, а затем дворянского рода Каврайских, его отцом был сотенный атаман Степан Васильевич Каврайский. Владимир имел брата Василия, который, предположительно, умер до 1830 года.
Высшее образование Владимир получал в Императорском Московском университете в качестве вольнослушателя. Владимир Каврайский упоминался в списке лиц при университете, которые пользовались казенной квартирой и столом за свой счёт за 1823 год, среди прочих в том списке указан его двоюродный брат Степан Каврайский и ещё один слушатель — поэт Александр Полежаев. Во время учёбы в университете последний написал поэму «Сашка», где несколько раз вспоминает своего товарища Каврайского. Хотя литературовед Иван Воронин считал, что в поэме речь идет о Степане Каврайском, которого он характеризовал как «друг по университету и единомышленник» Полежаева. Исследовательница Лидия Насонкина отмечала, что «пока сказать трудно», кого именно имел в виду Полежаев в своей поэме, это мог быть как Степан, так и его родственник Владимир, а возможно ещё какой-то другой Каврайский.
Владимир продолжил отцовское дело и работал смотрителем в Вятском Павловском казённом винокуренном заводе в 1837—1839 годах и имел чин коллежского регистратора. По состоянию на 1849 год, титулярный советник Владимир Каврайский был почётным смотрителем Глазовского училища. Согласно материалам Девятой подушной переписи (1850 год), он владел деревней Емандыковская и сельцом Соколовка. В его собственности было 42 души мужского пола и 46 душ женского пола. Согласно местному преданию, в 1857 году, в Орловской губернии, помещик Каврайский проиграл своих крестьян шести фамилий в карты купцу Ивану Александрову. Новый владелец поселил их в Соколовке.
Владимир Федорович Каврайский умер 5 февраля 1858 года в Слободском уезде Вятской губернии, его наследники жили в самой Вятке. Среди них была и его вдова Наталья Каврайская, которая содержала в губернском городе женский пансион, а в 1863 году стала начальницей вновь созданного Вятского епархиального женского училища.